# Rad-2

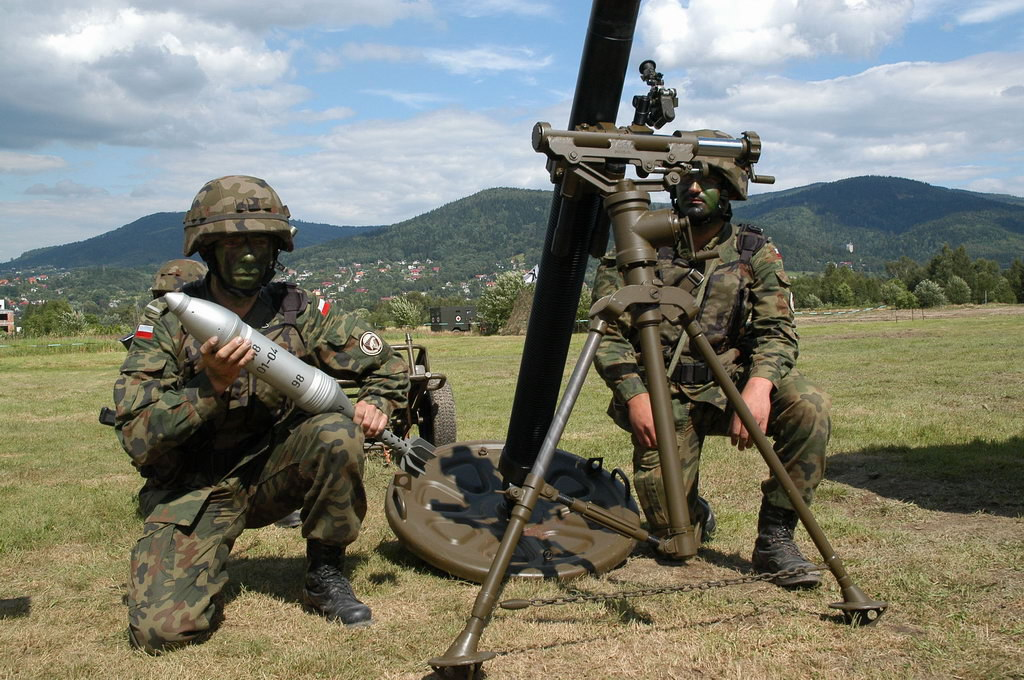
Obsługa moździerza M98 Rad z 18 bpd. Żołnierz po lewej trzyma pocisk Rad-2

Rad-2 – polski moździerzowy pocisk kasetowy kalibru 98 mm. Przenosi podpociski GKO o działaniu kumulacyjno-odłamkowym. Uzbrajany zapalnikiem MZR-96. Produkowany przez Zakłady Metalowe DEZAMET SA od 2003 roku.

## Dane taktyczno-techniczne
- Kaliber: 98 mm
- Długość: 782 mm
- Masa: 11 kg
- Ilość podpocisków: 12 szt.
- Donośność: 5900 m